# Élection à la direction du Parti conservateur du Canada de 2017
L'élection à la direction du Parti conservateur du Canada de 2017 a lieu le 27 mai afin d'élire le chef du Parti conservateur à la suite de la démission de Stephen Harper le 19 octobre 2015, en raison de la défaite des conservateurs lors des élections fédérales. Rona Ambrose assure l'intérim à la direction du parti à partir du 5 novembre 2015.
Après 13 tours de scrutin, Andrew Scheer est déclaré vainqueur, devenant ainsi le deuxième chef du Parti conservateur du Canada. Le 12 décembre 2019, Scheer annonce sa démission au caucus du Parti conservateur, ce qui déclenche de nouvelles élections à la direction du parti.

## Contexte
Le 19 octobre 2015 le Parti conservateur — au pouvoir depuis 2006 — est défait par le Parti libéral. Stephen Harper, Premier ministre et chef des conservateurs depuis la création du parti, ne fait aucune allusion à son avenir dans son discours le soir des élections mais une déclaration est publiée sur le site du parti annonçant sa démission. 
Le 5 novembre 2015, le caucus — composé des députés et sénateurs conservateurs, — se réunit à Ottawa et élit Rona Ambrose, ancienne ministre de la Santé, comme chef intérimaire. Elle défait Candice Bergen, Diane Finley, Mike Lake, Rob Nicholson, Erin O'Toole et le ticket formé par Denis Lebel et Michelle Rempel et devient ainsi chef de l'Opposition officielle jusqu'à la désignation du chef permanent.

## Procédure
Le comité organisateur de l'élection du chef, réuni du 15 au 17 janvier 2016, a fixé la date de l'élection au 27 mai 2017. Les règles et procédures régissant le processus de sélection du chef – 2016-2017 ont été publiées le 8 mars 2016.
Tous les membres du Parti conservateur du Canada ayant adhéré au plus tard le 28 mars 2017 ont le droit de vote. La cotisation d'adhésion des nouveaux membres ne peut être payée que par carte de crédit ou chèque afin d'éviter que le corps électoral soit dominé par des nouveaux adhérents ou que des candidats fassent adhérer de nombreuses personnes en payant en liquide.
L'élection a lieu au scrutin préférentiel et les votes sont pondérés de sorte que chaque circonscription électorale ait le même poids : dans chaque circonscription, 100 points sont répartis entre les candidats à la proportionnelle de leur score. Pour être élu, un candidat doit recueillir 16 901 points (la majorité du total des 100 points x 338 circonscriptions = 33 800 points disponibles). Si aucun des candidats n'obtient cette majorité lors d'un tour de scrutin, le candidat ayant reçu le moins de points est éliminé et les secondes préférences sont allouées aux candidats restants.
Les candidats doivent être membres du parti depuis au moins six mois. Chaque candidature devra être soutenue par les signatures d'au moins 300 membres du parti provenant d'au moins 30 circonscription dans au moins 7 provinces ou territoires. Les candidats devront payer des droits d'inscription non remboursables de 50 000 $ et un dépôt remboursable de 50 000 $ pour assurer leur respect des règles. Chaque candidat doit répondre à un questionnaire de 40 pages concernant ses références, son casier judiciaire, son historique de crédit, son accord avec les principes de base du parti, une liste de ses comptes sur les réseaux sociaux ainsi que des questions sur ses positions potentiellement controversées dans le passé et ses connaissances ou comportements qui pourraient être problématiques. Un comité du parti vérifiera les dossiers de candidatures et pourra disqualifier des candidats potentiels. Chaque candidat pourra dépenser jusqu'à 5 millions de dollars pour sa campagne. Les statuts du Parti conservateur interdisent au chef intérimaire (actuellement Rona Ambrose) de briguer le poste de chef.
Cinq débats, auxquels tous les candidats enregistrés à ce moment sont tenus d'assister, sont officiellement organisés par le parti.

## Calendrier
- 5 décembre 2015 : Le conseil national du Parti conservateur nomme un comité organisateur de l'élection du chef (COEC), composé de vingt membres et présidé par Dan Nowlan.
- 15 au 17 janvier 2016 : Le COEC se réunit à Toronto et établit la date et les règles de l'élection.
- 9 novembre 2016 : Premier des cinq débats officiels organisés par le parti, à Saskatoon (Saskatchewan)[13].
- 6 décembre : Deuxième débat officiel, à Moncton (Nouveau-Brunswick)[12].
- 17 janvier 2017 : Troisième débat officiel, à Québec (Québec)[14].
- 24 février 2017 : Fin de la période des mises en candidature[5].
- 28 février 2017 : Quatrième débat officiel, à Edmonton (Alberta).
- 28 mars 2017 : Date limite d'adhésion des nouveaux membres pour pouvoir voter à l'élection[5].
- 27 mai 2017 : Date de l'élection.

## Candidatures
Les personnes suivant sont officiellement candidates :
| Nom                     | Nom | Fonction au moment de la campagne              | Autres fonctions | Déclaration de candidature Site officiel |
| ----------------------- | --- | ---------------------------------------------- | --- | ---------------------------------------- |
| Chris A. Alexander      |     |                                                | - Ancien député d'Ajax—Pickering (ON) (2011-2015) - Ministre de la Citoyenneté et de l'Immigration (2013-2015)                                                      | 12 octobre 2016 chrisalexander.ca        |
| Maxime Bernier          |     | Député de Beauce (QC)                          | - Ministre de l'Industrie (2006-2007) - Ministre des Affaires étrangères (2007-2008) - Ministre d'État aux Petites entreprises, Tourisme et Agriculture (2011-2015) | 7 avril 2016 maximebernier.com           |
| Steven Blaney           |     | Député de Bellechasse—Les Etchemins—Lévis (QC) | - Ministre des Anciens Combattants (2011-2013) - Ministre de la Francophonie (2013) - Ministre de la Sécurité publique et de la Protection civile (2013-2015)       | 23 octobre 2016 blaney2017.ca            |
| Michael D. Chong        |     | Député de Wellington—Halton Hills (ON)         | - Ministre d'État aux Sports (2006) - Ministre des Affaires intergouvernementales et président du Conseil privé (2006)                                              | 16 mai 2016 chong.ca                     |
| Khristinn Kellie Leitch |     | Députée de Simcoe—Grey (ON)                    | - Ministre du Travail et ministre responsable de la Condition féminine (2013-2015)                                                                                  | 6 avril 2016 kellieworks.ca              |
| Pierre Lemieux          |     |                                                | - Ancien député de Glengarry—Prescott—Russell (ON) (2006-2015) | 22 août 2016 pierrelemieux.ca            |
| Deepak Obhrai           |     | Député de Calgary Forest Lawn (AB)             | | 14 juillet 2016 electdeepakobhrai.com    |
| Erin M. O'Toole         |     | Député de Durham (ON)                          | - Ministre des Anciens Combattants (2015-2016) | 14 octobre 2016 erinotoole.ca            |
| Rick Peterson           |     | Homme d'affaires de Vancouver (CB)             | | 18 octobre 2016 petersonleader-f.ca      |
| Lisa Raitt              |     | Députée de Milton (ON)                         | - Ministre des Ressources naturelles (2008–2010) - Ministre du Travail (2010–2013) - Ministre des Transports (2013–2015)                                            | 3 novembre 2016 lisa2019.ca              |
| Andrew E. Saxton        |     |                                                | - Ancien député de North Vancouver (CB) (2008-2015) | 18 octobre 2016 andrewsaxton.ca          |
| Andrew Scheer           |     | Député de Regina—Qu'Appelle (SK)               | - Président de la Chambre des communes (2011-2015) | 28 septembre 2016 vraichef.ca            |
| Bradley Trost           |     | Député de Saskatoon—University (SK)            | | 16 août 2016 brad4leader.ca              |

## Retraits
- Tony P. Clement, député de Parry Sound—Muskoka (ON) (2006-présent), président du Conseil du Trésor (2011-2015), ministre de l'Industrie (2008-2011), ministre de la Santé (2006-2008), il a été candidat en troisième place lors de l'élection à la direction en 2004, autrefois un député du Parti progressiste-conservateur de l'Ontario (1995-2003) et ministre provincial (1997-2003). Il avait annoncé sa candidature le 12 juillet 2016[28] et était officiellement candidat. Il a annoncé le retrait de sa candidature le 12 octobre 2016, disant ne pas pouvoir atteindre les objectifs qu'il s'était fixés pour sa campagne[29].
- Daniel J. Lindsay, un radiologiste de Winnipeg (MB), avait annoncé sa candidature le 25 mai 2016[30] et était officiellement enregistré comme candidat. Il a annoncé le retrait de sa candidature le 28 décembre 2016[31].
- Kevin O'Leary, homme d'affaires de Boston (É.-U.) et de Toronto (ON), avait annoncé sa candidature le 18 janvier 2017[32]. Comme candidat officiel, il était en tête de plusieurs sondages, mais il a annoncé le retrait de sa candidature le 26 avril 2017 et son soutien pour Maxime Bernier[33].